# إدواردو خوسيه كورونا
إدواردو خوسيه كورونا هو لاعب كرة قدم برتغالي، ولد في 1 سبتمبر 1925 في باريرو في البرتغال، وتوفي في 22 مارس 2008 في البرتغال. لعب مع سبورتينغ براغا ونادي بايرنسيه ونادي بنفيكا ونادي فيتوريا سيتوبال.

## وصلات خارجية
- إدواردو خوسيه كورونا على موقع قاعدة بيانات كرة القدم.إي يو (الإنجليزية)